# Салашка
Салашка — село в Україні, у Бродівській міській громаді Золочівського району Львівської області. Населення становить 295 осіб. Орган місцевого самоврядування — Бродівська міська рада.

## Назва

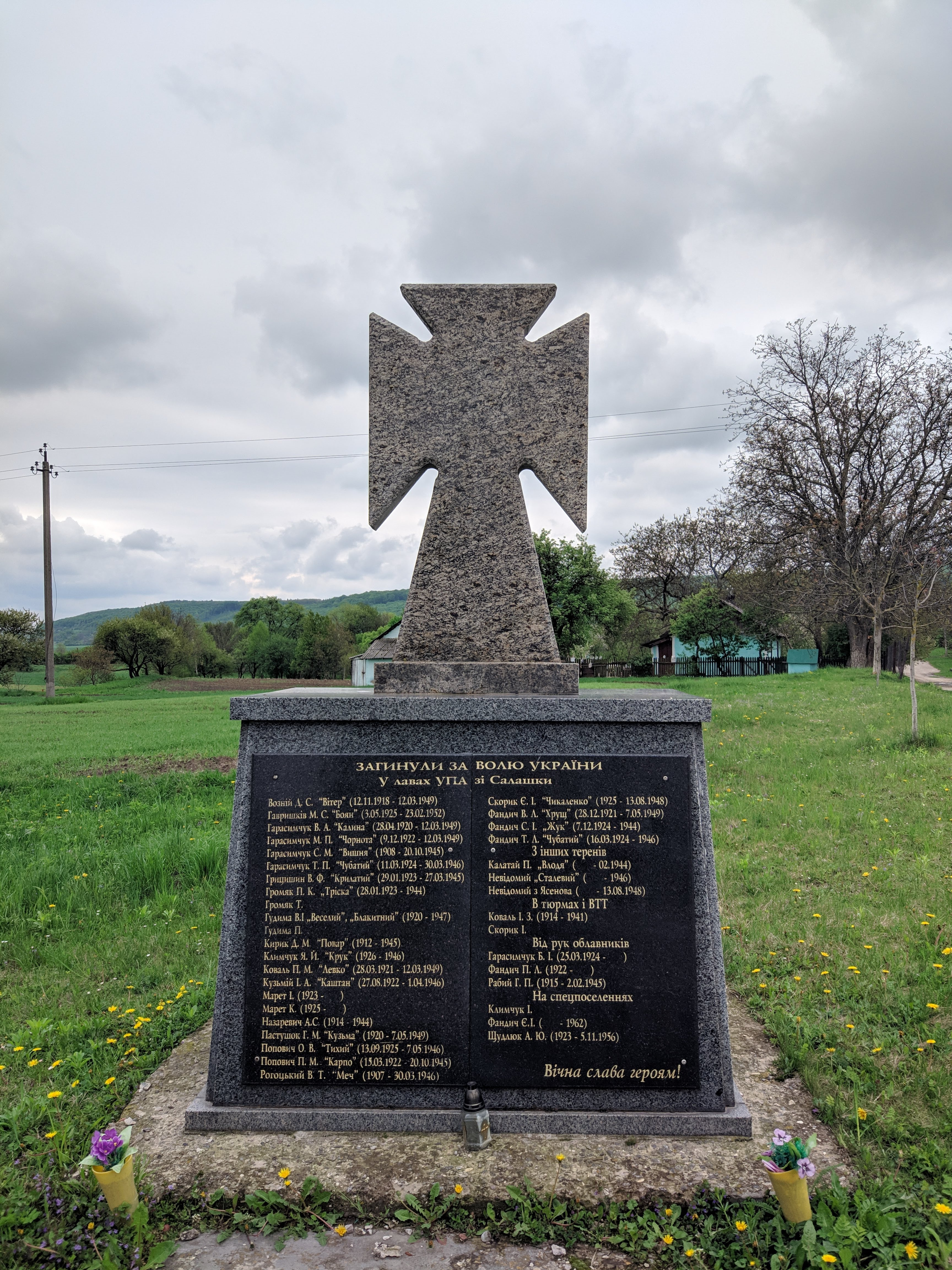
Пам'ятний знак воїнам УПА

За радянських часів село мало назву Сталашка і лише 19 вересня 1989 року селу надали сучасну назву.

## Історія
12 червня 2020 року, відповідно до розпорядження Кабінету Міністрів України № 718-р «Про визначення адміністративних центрів та затвердження територій територіальних громад Львівської області», село увійшло до складу Бродівської міської громади.
19 липня 2020 року, в результаті адміністративно-територіальної реформи та ліквідації Бродівського району, село увійшло до складу новоствореного Золочівського району.
В селі діє церква святих апостолів Петра і Павла, що належить однойменній  парафії УГКЦ. До 2021 року у селі функціонувала Салащанська загальноосвітня школа І ступеня Бродівської районної ради Львівської області, працюють ФАП, Народний дім.